# أقتلني، إشفيني
أقتلني، إشفيني (بالكورية: 킬미힐미)؛ هو مسلسل كوري جنوبي من بطولة جي سونغ، هوانغ جونغ أوم وبارك سو جون. عرض المسلسل على إم بي سي من 7 يناير حتى 12 مارس 2015.

## روابط خارجية
اقتليني ، أشفيني على موقع IMDb (الإنجليزية)
- اقتليني ، أشفيني على موقع نتفليكس (الإنجليزية)
- اقتليني ، أشفيني على موقع كينوبويسك (الروسية)
- اقتليني ، أشفيني على موقع قاعدة بيانات الفيلم (الإنجليزية)